# Акация подалириелистная
Акация подалириелистная (лат. Acacia podalyriifolia) — вид растений из рода Акация (Acacia) семейства Бобовые (Fabaceae).

## Ботаническое описание
Акация подалириелистная — это дерево, которое быстро растёт и широко культивируется. Вырастает до 5 метров в высоту и примерно столько же в полную ширину.
Листья растения серебристого цвета.
Цветки акации подалириелистной золотисто-жёлтого цвета.

## Распространение
Родиной растения является Австралия. Акация подалириелистная растёт также в Малайзии, Африке, Индии и в Южной Америке.

## Использование в культуре
Акация подалириелистная используется в качестве декоративного растения. Акация подалириелистная особенно хорошо подходит для выращивания в засушливых районах.